# Mimon bennettii
El murciélago lanza grande (Mimon bennettii), también denominado murciélago dorado, es una especie de murciélago de Sudamérica y América Central.

## Distribución y hábitat
Se encuentra en Brasil, Colombia, la Guayana Francesa, Guyana, Surinam, Venezuela, el litoral del Caribe centroamericano y el sur de México.
Vive en el bosque húmedo a menos de 100 m de altitud. Se alimenta de insectos y huevos de aves.

## Descripción
El dorso es de color castaño dorado, brillante; el vientre inferior es más claro. El pelaje es largo y rizado. Presenta orejas son largas con los extremos punteados. La hoja nasal mide en promedio 1,8 cm; la herradura no se fusiona con el labio superior. La barbilla es acanalada y bordeada por una almohadilla en forma de V. La base de los antebrazos es peluda. La longitud de la cabeza con el cuerpo alcanza entre 6,1 y 7,5 cm, la de la cola de 1,5 a 2,3 cm, el pie de 1,6 a 1,9 cm, la longitud de la oreja de 3,3 a 3,8 cm, y la longitud del antebrazo de 5,3 a 6,1 cm. Pesa entre  15 y 25 g.